# 일자트 아흐메토프
일자트 토글로코비치 아흐메토프(위구르어: ئىلزات ئەخمەت, 러시아어: Ильзат Тоглокович Ахметов, 1997년 12월 31일 ~ )는 러시아 프리미어리그의 제니트 상트페테르부르크에서 중앙 미드필더로 뛰고 있는 키르기스스탄 출신 러시아의 축구 선수이다. 선수 생활 초반에 그는 주로 공격형 미드필더에서 뛰었다.

## 구단 경력
2018년 6월 15일, 제니트 상트페테르부르크는 아흐메토프가 1차 프리시즌 캠프에 참가할 것이라고 발표했다.
2018년 7월 26일, CSKA 모스크바는 아흐메토프의 4년 계약을 발표했다. 아흐메토프는 2022년 6월 자유계약선수(FA)로 CSKA를 떠났다.
2022년 7월 7일 크라스노다르는 아흐메토프와 2024년 6월 30일까지 계약한다고 발표했다.
2024년 1월 9일, 아흐메토프는 제니트 상트페테르부르크와 2026-27 시즌까지 계약을 맺었다.

## 국가대표팀 경력
그는 키르기스스탄이나 러시아를 대표할 수 있었다. 러시아 출신인 키르기스스탄 감독 알렉산드르 크레스티닌은 그를 불러오려고 했지만, 그는 결국 러시아를 선택했다.
그는 2018년 11월 독일, 스웨덴과의 경기에 처음으로 러시아 국가대표팀에 소집됐다. 그는 부상으로 인해 부득이하게 소집에 불참했다.
2019년 3월 21일, 벨기에와의 UEFA 유로 2020 예선 전에서 데뷔 전을 치렀다.

## 사생활
키르기스스탄에서 위구르족 부모 사이에서 태어난 아흐메토프는 11살 때 러시아로 이주했다.